# Yangjeong-dong, Busan
Yangjeong-dong (koreanska: 양정동) är en stadsdel i staden Busan i den sydöstra delen av Sydkorea, 300 km sydost om huvudstaden Seoul. Den ligger i stadsdistriktet Busanjin-gu.

## Indelning
Administrativt är Yangjeong-dong indelat i:
| Namn    | Namn                 | Yta i km² | Invånare 30 jun 2020 |
| ------- | -------------------- | --------- | -------------------- |
| 양정1동 | Yangjeong 1(il)-dong | 1,17      | 20 466               |
| 양정2동 | Yangjeong 2(i)-dong  | 0,89      | 13 164               |